# Campionati europei di sollevamento pesi 2025 - 49 kg femminile
Le gare di sollevamento pesi della categoria fino a 49 kg femminile — pesi gallo — dei campionati europei del 2025 si sono svolte il 13 aprile 2025 a Chișinău presso la Chișinău Arena.

## Programma
L'orario indicato corrisponde a quello moldavo (UTC+03:00)
| Data           | Orario | Evento   |
| -------------- | ------ | -------- |
| 13 aprile 2025 | 10:00  | Gruppo B |
| 13 aprile 2025 | 19:00  | Gruppo A |

## Medagliate
Per ciascun esercizio, le prime tre classificate sono le seguenti:
| Esercizio | Oro            | Oro    | Argento                | Argento | Bronzo          | Bronzo |
| --------- | -------------- | ------ | ---------------------- | ------- | --------------- | ------ |
| Strappo   | Mihaela Cambei | 85 kg  | Lucia González Borrego | 77 kg   | Adriana Pană    | 76 kg  |
| Slancio   | Mihaela Cambei | 105 kg | Lucia González Borrego | 96 kg   | Radmila Zagorac | 95 kg  |
| Totale    | Mihaela Cambei | 190 kg | Lucia González Borrego | 173 kg  | Radmila Zagorac | 169 kg |

## Record
Prima di questa competizione, i record mondiali ed europei esistenti erano i seguenti:
| Record mondiale | Strappo | Hou Zhihui       | 97 kg  | Phuket, Thailandia   | 1º aprile 2024   |
| Record mondiale | Slancio | Ri Song-gum      | 125 kg | Tashkent, Uzbekistan | 4 febbraio 2024  |
| Record mondiale | Totale  | Ri Song-gum      | 221 kg | Tashkent, Uzbekistan | 4 febbraio 2024  |
| Record europeo  | Strappo | Mihaela Cambei   | 93 kg  | Parigi, Francia      | 8 agosto 2024    |
| Record europeo  | Slancio | Europeo standard | 112 kg | —                    | 1º novembre 2018 |
| Record europeo  | Totale  | Mihaela Cambei   | 205 kg | Parigi, Francia      | 8 agosto 2024    |

## Risultati
| Pos. | Atleta                       | Gr. | Peso atleta | Strappo (kg) | Strappo (kg) | Strappo (kg) | Strappo (kg) | Slancio (kg) | Slancio (kg) | Slancio (kg) | Slancio (kg) | Totale |
| Pos. | Atleta                       | Gr. | Peso atleta | 1            | 2            | 3            | Pos.         | 1            | 2            | 3            | Pos.         | Totale |
| ---- | ---------------------------- | --- | ----------- | ------------ | ------------ | ------------ | ------------ | ------------ | ------------ | ------------ | ------------ | ------ |
|      | Mihaela Cambei (ROU)         | A   | 49.00       | 85           | 85           | 85           |              | 97           | 100          | 105          |              | 190    |
|      | Lucia González Borrego (ESP) | A   | 48.60       | 74           | 75           | 77           |              | 93           | 96           | 96           |              | 173    |
|      | Radmila Zagorac (SRB)        | A   | 48.80       | 71           | 74           | 76           | 6            | 90           | 93           | 97           |              | 169    |
| 4    | Maria Stratoudaki (GRE)      | A   | 48.85       | 70           | 73           | 75           | 4            | 93           | 96           | 96           | 6            | 168    |
| 5    | Adriana Pană (ROU)           | A   | 48.70       | 73           | 76           | 78           |              | 91           | 95           | 95           | 8            | 167    |
| 6    | Tammy Wong (GBR)             | B   | 48.60       | 69           | 72           | 74           | 5            | 87           | 91           | 94           | 7            | 165    |
| 7    | Duygu Alıcı (TUR)            | A   | 48.85       | 70           | 74           | 74           | 9            | 92           | 95           | 96           | 4            | 165    |
| 8    | Oliwia Drzazga (POL)         | A   | 48.95       | 62           | 65           | 67           | 12           | 92           | 94           | 96           | 5            | 161    |
| 9    | Nikole Roberts (GBR)         | B   | 49.00       | 71           | 73           | 75           | 7            | 85           | 87           | 88           | 11           | 158    |
| 10   | Alina Popescu (MDA)          | B   | 48.95       | 65           | 70           | 70           | 8            | 80           | 85           | 89           | 12           | 155    |
| 11   | Mara Strzykala (LUX)         | A   | 48.95       | 67           | 67           | 70           | 11           | 87           | 87           | 92           | 10           | 154    |
| 12   | Ivana Petrova (BUL)          | A   | 48.85       | 65           | 68           | 70           | 10           | 83           | 86           | 86           | 13           | 151    |
| 13   | Rebecca Copeland (IRL)       | B   | 48.65       | 63           | 65           | 67           | 13           | 77           | 80           | 80           | 14           | 145    |
| —    | Sira Armengou (ESP)          | A   | 48.35       | 73           | 73           | 73           | —            | 88           | 91           | 94           | 9            | —      |